# Rony Verbiest
Rony Verbiest (* 26. Juni 1956 in Zelzate; † 21. Januar 2024) war ein belgischer Jazz- und Unterhaltungsmusiker (Akkordeon, auch Saxophon).

## Karriere
Verbiest arbeitete ab den 1970er-Jahren in der belgischen Musikszene; erste Aufnahmen entstanden 1980 mit Freddy Couche (Big Band Sound). In den folgenden Jahren war er Mitglied des Saxofonquartetts B.B.S., von De Coninck & Co und hatte Auftritte bei Michel Bisceglia, Cattleya, Jokke Schreurs, Les P'tits Belges und Yvonne Walter. Er war außerdem ständiger Begleiter von Johan Verminnen und Jo Lemaire.
Unter eigenen Namen legte Verbiest ab 1997 eine Reihe von Alben vor; Ah Bah Joât! spielte er mit Hendrik Braeckman (Gitarre) und Mario Vermandel (Schlagzeug) ein. Um 2014 entstand Meets Monk – Released (mit Hans van Oost, Mario Vermandel und T. S. Monk) und im folgenden Jahr I Remember Johnny Meijer, aufgenommen mit dem John Clement Trio, mit Bart De Nolf, Bass und Luc van den Bosch am Schlagzeug. Im Bereich des Jazz war er laut Tom Lord zwischen 1980 und 2015 an sechs Aufnahmesessions beteiligt. Verbiest war Ehemann der Schauspielerin Antje De Boeck.

## Diskographische Hinweise
- Caro Hum (Etna Records, 1997)
- Rony Verbiest Featuring Cattleya: Nouvelles (Rent a Dog, 2004)
- Time of the Doves (Prova Records, 2011)
- Rony Verbiest Plays Dave Brubeck (September, 2012)
- Derek & Rony Verbiest: Tingeling (Gnoma, 2013)
- Verbiest Swings from Brussels to Paris (September, 2018)